# Sean Banks
Pour les articles homonymes, voir Banks.
Sean Banks, né le 20 janvier 1985, à New York, dans l'État de New York, est un ancien joueur américain de basket-ball. Il évolue au poste d'ailier.

## Palmarès
- All-NBDL First Team 2008